# Liste der denkmalgeschützten Objekte in Paudorf
Die Liste der denkmalgeschützten Objekte in Paudorf enthält die 11 denkmalgeschützten, unbeweglichen Objekte der Gemeinde Paudorf.

## Denkmäler
| Foto |                 | Denkmal                                                                                     | Standort                                       | Beschreibung | Metadaten |
| ---- | --------------- | ------------------------------------------------------------------------------------------- | ---------------------------------------------- | --- | --- |
| ja   | Datei hochladen | Ortskapelle HERIS-ID: 76933 Objekt-ID: 90532                                                | gegenüber Landstraße 17 Standort KG: Eggendorf | Die auf die erste Hälfte des 19. Jahrhunderts datierte Ortskapelle von Eggendorf (Patrozinium: Maria Immaculata) ist ein schlichter Bau mit rechteckigem Grundriss, geschwungenem Giebel und Walmdach. Sie verfügt über einen kleinen Konsolaltar mit seitlichen Engelsfiguren. Der ursprünglich vorhandene Turm wurde bei einer Sanierung zwischen 1978 und 1983 abgetragen und die Kapelle in der Folge neu geweiht.                                   | BDA-Hist.: Q38146928 Status: § 2a Stand der BDA-Liste: 2025-06-30 Name: Ortskapelle GstNr.: .1 Ortskapelle Eggendorf, Paudorf                                                              |
| ja   | Datei hochladen | Bildstock HERIS-ID: 76935 Objekt-ID: 90534                                                  | Standort KG: Eggendorf                         | Der im Volksmund „Umgehendes Kreuz“ genannte Bildstock, erstmals erwähnt 1458, wurde in seiner heutigen Form 1618 von Daniel Härtl, dem Besitzer des nahegelegenen Hellerhofes, errichtet, nach einer Zuschüttung 1961 wieder ausgegraben, renoviert und durch ein Kupferdach geschützt. | BDA-Hist.: Q38146955 Status: § 2a Stand der BDA-Liste: 2025-06-30 Name: Bildstock GstNr.: 454 Umgehendes Kreuz Eggendorf, Paudorf                                                          |
| ja   | Datei hochladen | Ortskapelle HERIS-ID: 76940 Objekt-ID: 90540                                                | neben Ortsstraße 16 Standort KG: Höbenbach     | Die Ortskapelle Hl. Florian von Höbenbach wurde 1833 errichtet, nachdem ihr Vorgänger abgebrannt war. Zwei Bilder aus der alten Kapelle (hl. Dreifaltigkeit und hl. Rosalia) wurden 1991 auf dem Dachboden gefunden und restauriert. Die Kapelle beherbergt außerdem eine 1997 von dem aus Litauen stammenden Künstler Vytautas Garbaliauskas geschnitzte Statue des hl. Florian. Die Glocke wurde 1920 gegossen und ist auf den hl. Franziskus geweiht. | BDA-Hist.: Q38147027 Status: § 2a Stand der BDA-Liste: 2025-06-30 Name: Ortskapelle GstNr.: .18 Ortskapelle Höbenbach, Paudorf                                                             |
| ja   | Datei hochladen | Strafanstalt Meidling im Thale, ehem. Göttweiger Stiftshof HERIS-ID: 34463 Objekt-ID: 32779 | Schlossstraße 12 Standort KG: Meidling         | Das Schloss Meidling, ein ehemals dem Stift Göttweig gehörender Gutsbetrieb mit Barockgarten, diente von 1968 bis 2012 als Außenstelle der Strafanstalt Stein mit landwirtschaftlichem und gärtnerischem Betrieb. Seit 2012 ist es im Privatbesitz der Familie Pallavicini. | BDA-Hist.: Q37958311 Status: Bescheid Stand der BDA-Liste: 2025-06-30 Name: Strafanstalt Meidling im Thale, ehem. Göttweiger Stiftshof GstNr.: .1 Justizanstalt Meidling im Thale, Paudorf |
| ja   | Datei hochladen | Johanneskapelle HERIS-ID: 76922 Objekt-ID: 90521                                            | Hellerhofweg 7 Standort KG: Paudorf            | Der lisenengegliederte Rechteckbau mit Lünettenfenstern, Halbwalmdach, vorgestelltem Zwiebelhelmturm und übergiebeltem Rechteckportal stammt im Kern aus dem 13. Jahrhundert. | BDA-Hist.: Q64512838 Status: § 2a Stand der BDA-Liste: 2025-06-30 Name: Johanneskapelle GstNr.: 649 Johanneskapelle (Hellerhof)                                                            |
| ja   | Datei hochladen | Kath. Pfarrkirche hl. Altmann HERIS-ID: 76924 Objekt-ID: 90523                              | Hellerhofweg 7 Standort KG: Paudorf            | Die 1993 geweihte Pfarrkirche ist ein zeltförmiger Beton-/Glasbau mit hochrechteckigen Fenstern über dem Grundriss von zwei Viertelkreisausschnitten. | BDA-Hist.: Q64512840 Status: § 2a Stand der BDA-Liste: 2025-06-30 Name: Kath. Pfarrkirche hl. Altmann GstNr.: 600 Saint Altmann (Hellerhof)                                                |
| ja   | Datei hochladen | Wirtschaftsgebäude HERIS-ID: 76927 Objekt-ID: 90526                                         | Hellerhofweg 7 Standort KG: Paudorf            | Der hakenförmige Bau aus dem 17. Jahrhundert hat ein Satteldach mit geschweiften Giebelfronten und eine in Rundbogenarkaden geöffnete Hoffront, innen Kreuzgratgewölbe. Im Gebäude befinden sich das Wilhelm Kienzl-Museum Schauplatz Evangelimann und eine öffentliche Bibliothek. | BDA-Hist.: Q64512841 Status: § 2a Stand der BDA-Liste: 2025-06-30 Name: Wirtschaftsgebäude GstNr.: 600 Hellerhof (Paudorf) - Wirtschaftstrakt                                              |
| ja   | Datei hochladen | Pfarrhof, Hellerhof HERIS-ID: 76928 Objekt-ID: 90527                                        | Hellerhofweg 7 Standort KG: Paudorf            | Der Name Hellerhof geht auf Abt Gregor Heller zurück, der die Anlage in den Jahren 1650/1651 unter Baumeister Mathias Canevale zu einem prunkvollen Rekreationshof umbauen ließ. | BDA-Hist.: Q64512842 Status: § 2a Stand der BDA-Liste: 2025-06-30 Name: Pfarrhof, Hellerhof GstNr.: 600 Hellerhof (Paudorf) - Pfarrhof                                                     |
| ja   | Datei hochladen | Gartenportal und Gartenpavillon HERIS-ID: 76930 Objekt-ID: 90529                            | Hellerhofweg 7 Standort KG: Paudorf            | Unter Abt Gregor Heller erfolgte in der Mitte des 17. Jahrhunderts die Umgestaltung der bestehenden Gartenanlagen zu einem barocken Prunkgarten. | BDA-Hist.: Q64512843 Status: § 2a Stand der BDA-Liste: 2025-06-30 Name: Gartenportal und Gartenpavillon GstNr.: 600                                                                        |
| ja   | Datei hochladen | Hofwüstung Ginglsee HERIS-ID: 112106 Objekt-ID: 130158seit 2014                             | Standort KG: Paudorf                           | Die in einem Waldstück nordöstlich des Ginglsees liegende Hofwüstung besteht aus den Gebäuderesten einer aus dem 18. Jahrhundert stammenden Holzfällersiedlung. | BDA-Hist.: Q37828572 Status: Bescheid Stand der BDA-Liste: 2025-06-30 Name: Hofwüstung Ginglsee GstNr.: 540/3, 383, 387/1                                                                  |
| ja   | Datei hochladen | Ortskapelle HERIS-ID: 76937 Objekt-ID: 90537                                                | neben Kirchengasse 55 Standort KG: Tiefenfucha | Der schlichte Bau mit vorgestelltem Turm am östlichen Ortsrand wurde 1706 errichtet und später zweimal erneuert. | BDA-Hist.: Q38146977 Status: § 2a Stand der BDA-Liste: 2025-06-30 Name: Ortskapelle GstNr.: .24                                                                                            |